# Thirteen Senses
Thirteen Senses (рус. Тринадцать Чувств) — британская пост-брит-поп группа, основанная в 2001 году в городе Пензас (графство Корнуолл). На сегодняшний день музыканты записали четыре полноформатных альбома.

## История
Первоначально коллектив назывался Soul Magician, и начал своё существование с того, что будущий фронтмен, Уилл Саут, написав несколько песен, показал их своему другу — Адаму Уилсону, который на тот момент был гитаристом в другой группе. Тот согласился участвовать в записи этих композиций, другими участниками коллектива стали Адам Уелхам и Брэндон Джеймс. Первый релиз группы, получил название Inside a Healing Mind, второй, уже под нынешним названием декабре 2002, сменив название на нынешнее, коллектив выпустил второй мини-альбом — «No Other Life in Attractive».
В 2003 был записан независимый демо-альбом «Falls in the Dark», благодаря которому группе и удалось подписать контракт на запись нового альбома со звукозаписывающей студией Mercury Records. Дебютный альбом, получивший название The Invitation, занял 14-ю строчку британского чарта. Из всех выпущенных к альбому синглов, наиболее популярным оказался Thru the Glass с 18-м местом. Так же, несколько песен было использовано в качестве саундтреков для ряда сериалов.
Первую половину 2005 года, музыканты провели в гастролях, выступая на различных фестивалях, в том числе и на «Максидроме» в Москве. Вторую же половину года посвятили записи нового альбома, который после нескольких переносов даты и релиза и изменения первоначального плейлиста, был выпущен в феврале 2007. «Contact» не повторил успеха дебютного альбома, заняв место лишь в восьмой десятке британского чарта.
Третий альбом «Crystal Sounds» записывался в период 2008—2010 и первоначально был доступен для скачивания на официальном сайте группы. Релиз на физическом носителе состоялся только через год, дополненный несколькими новыми композициями.
В феврале 2013, группа объявила о записи новой пластинки, официально анонсировав её в декабре. Концептуальный альбом, получивший название «A Strange Encounter», вышел 5 мая 2014. В отличие от предыдущих работ, в новом альбоме композиции объединены общим стилем звучания, больше внимания было уделено непосредственно инструментальному исполнению.

## Состав
- Уилл Саут (вокал, клавишные, гитара)
- Том Уэлам (гитара, бэк-вокал)
- Адам Уилсон (бас-гитара)
- Брэндон Джеймс (ударные)

## Дискография

### Студийные альбомы
- The Invitation (27 сентября 2004)
- Contact (2 апреля 2007)
- Crystal Sounds (21 февраля 2011)
- A Strange Encounter (5 мая 2014)
- The Bound and The Infinite (9 августа 2024)

### EP
- Inside a Healing Mind EP (2002)
- No Other Life in Attractive EP (2002)